# Sumatraanse neushoorn
De Sumatraanse neushoorn (Dicerorhinus sumatrensis) is de kleinste levende neushoornsoort.

## Kenmerken
Deze soort heeft een schouderhoogte van de 100 tot 140 centimeter. Hij heeft 2 kleine hoorns, en de huid is in tweeën verdeeld door een diepe plooi over de nek en achter de schouders langs tot aan de borst bij de voorpoten. De Sumatraanse neushoorn is zwaarder behaard dan de Javaanse neushoorn, maar naarmate het dier ouder wordt verliest het de haren langzaam. De sporen van deze neushoorn zijn ongeveer 17 tot 22 centimeter in diameter en hebben drie tenen.

## Levenswijze
De Sumatraanse neushoorn leeft solitair en heeft alleen contact met andere neushoorns voor de voortplanting. Die gaat zeer langzaam, want de vrouwtjes zijn geslachtsrijp vanaf hun zesde of zevende jaar en baren slechts iedere vier jaar één kalf. Het jong blijft tot ongeveer 18 maanden bij de moeder en is vaak heel erg behaard.

## Verspreiding
Deze soort kwam in het verleden in een groot deel van Zuidoost-Azië voor, maar wordt tegenwoordig zeer bedreigd, met kleine, verspreide populaties op Sumatra en in het Indonesische deel van Borneo. De bewezen populaties leven vooral in reservaten en Indonesische nationale parken. In Maleisië wordt hij sinds 2015 als in het wild uitgestorven geacht. Een poging om met een mannetje en een vrouwtje voor nageslacht te zorgen kwam ten einde nadat in mei 2019 het laatste mannelijke exemplaar overleed, in november gevolgd door het vrouwtje. Verder worden er populaties vermoed in Thailand, Vietnam, Cambodja en mogelijk in Myanmar. Het dier heeft dan ook de status "kritiek" op de Rode Lijst van de IUCN.
De Sumatraanse neushoorn overleeft in allerlei habitats; hij komt voor in laaggelegen delen van het oerwoud vooral daar waar veel modderpoelen en water zijn, maar ook in heuvelachtige bosgebieden. Het dier kan ondanks zijn grootte vrij steile hellingen beklimmen. Het enige wat de verspreiding lijkt te belemmeren is dat het dier plaatsen nodig heeft waar hij zout kan vinden. Zijn dieet bestaat voornamelijk uit ondergroei, takken, gevallen fruit en de bast van bomen. Overdag baadt de neushoorn veel in modderpoelen om af te koelen en insecten te vermijden.

## Ondersoorten
Er bestaan drie ondersoorten:
- Dicerorhinus sumatrensis harrissoni –  Borneo-Sumatraanse neushoorn (Borneo)
- Dicerorhinus sumatrensis lasiotis (uitgestorven, overleeft mogelijk in Myanmar)
- Dicerorhinus sumatrensis sumatrensis (Sumatra)

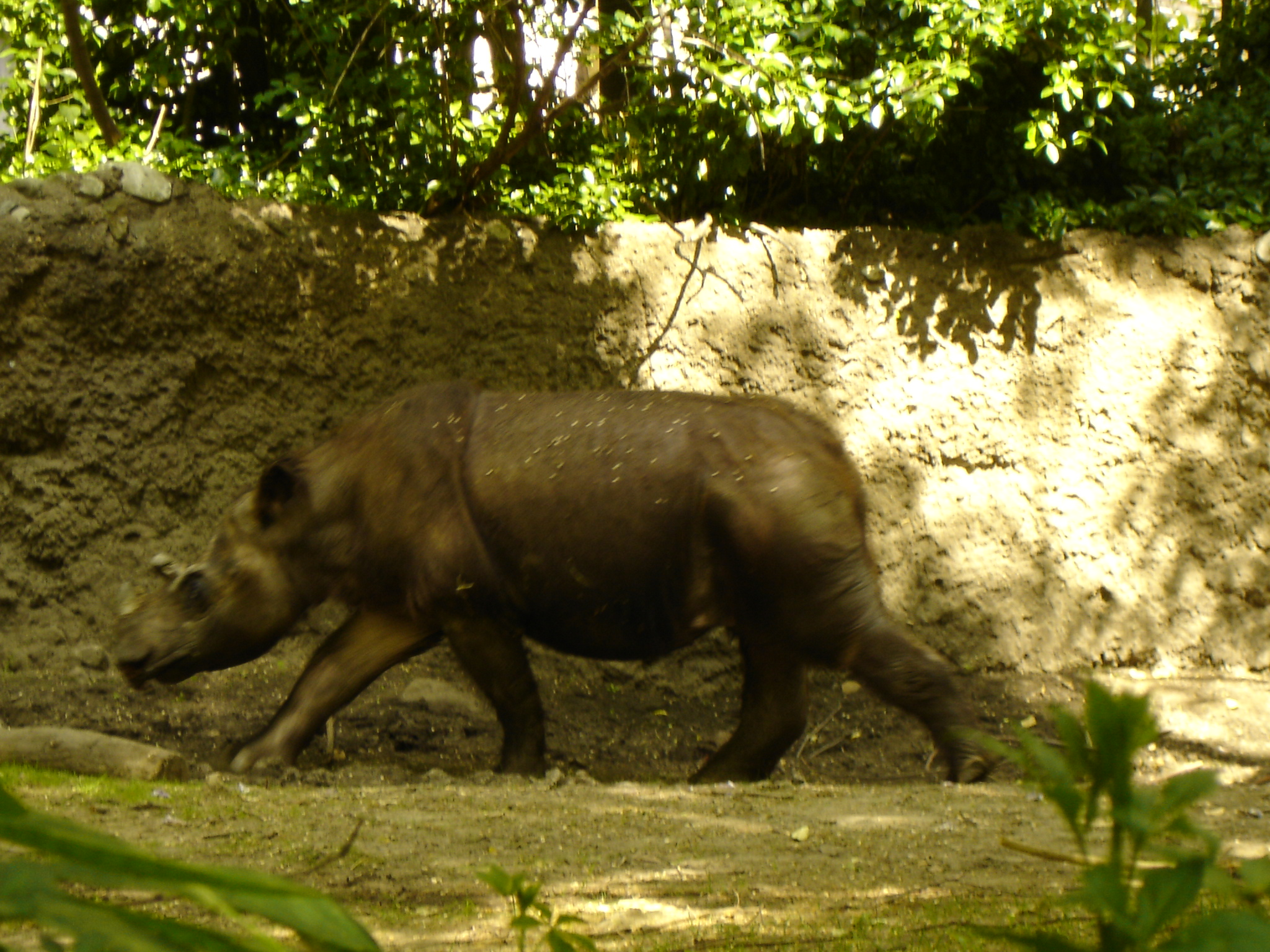
Sumatraanse neushoorn genaamd Rapunzel in de Bronx Zoo, inmiddels overleden.